# Redon-Drainage

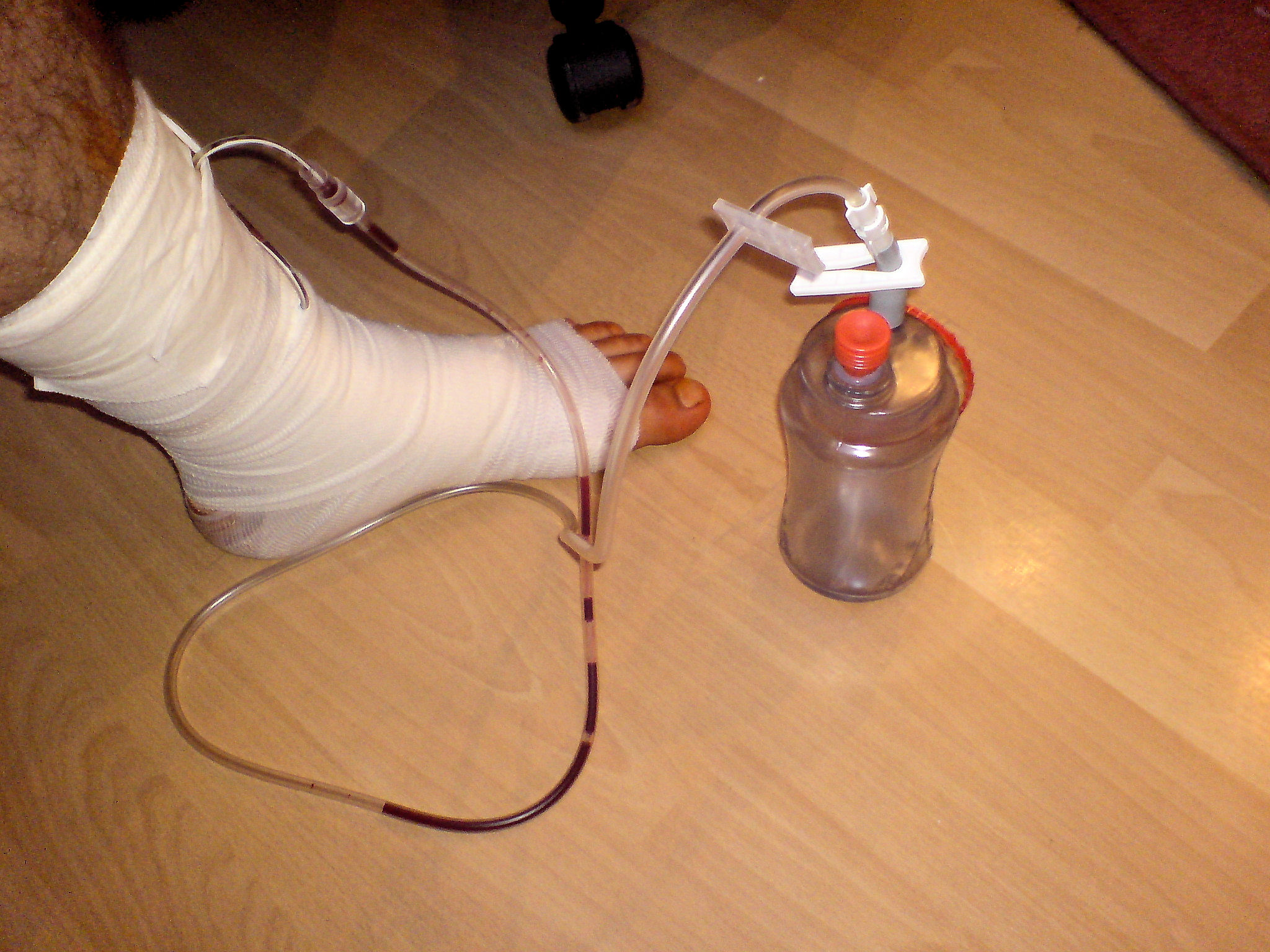
Redon-Drainage

Die Redon-Drainage ist eine äußere Saugdrainage, die in der Regel nach größeren operativen Eingriffen vorübergehend im Operationsgebiet belassen wird. Meist liegt sie im Gelenk oder Unterhautfettgewebe. Sie ist nach dem französischen Kieferchirurgen Henri Redon (1899–1974) benannt worden.
Die Redon-Drainage besteht aus einem wandstarken Drainageschlauch, der am Ende mehrfach perforiert ist, und einem unter Unterdruck stehenden Behälter. Durch den Sog werden Wundflächen zusammengezogen, wodurch ein schnelleres Verkleben und Zusammenwachsen möglich ist, und das Wundsekret (Blut und seröse Flüssigkeit) dabei nach außen abgeleitet wird. In Abhängigkeit von der Wundsekretion wird die Drainage nach etwa 48 bis 72 Stunden entfernt.
Redon-Drainagen gibt es in verschiedenen Größen, sowohl mit kontrolliertem als auch mit unkontrolliertem Sog.